# Cyclaspis gigas
Cyclaspis gigas är en kräftdjursart som beskrevs av John Todd Zimmer 1907. Cyclaspis gigas ingår i släktet Cyclaspis och familjen Bodotriidae. Inga underarter finns listade i Catalogue of Life.